# Baixada Fluminense
Baixada Fluminense är en slätt i Brasilien.   Den ligger i delstaten Rio de Janeiro, i den sydöstra delen av landet, 900 km sydost om huvudstaden Brasília.